# 21 septembre 1984
Le vendredi 21 septembre 1984 est le 265e jour de l'année 1984.

## Naissances
- Alena Hendzel, joueuse de volley-ball biélorusse
- Ahna O'Reilly, actrice américaine
- Ben Wildman-Tobriner, nageur américain
- Carlos Rosa, joueur dominicain de baseball
- Dwayne Bowe, joueur de football américain
- Farid Cheklam, joueur de football algérien
- Joaquín Árias, joueur dominicain de baseball
- Lemponye Tshireletso, joueur de football international botswanais
- Lise Løke, handballeuse norvégienne
- Naoki Sugai, footballeur japonais
- Rinaldo Cruzado, joueur de football péruvien
- Vicci Martinez, chanteuse américaine
- Wale, rappeur américain

## Décès
- Hugh Stanley White (né le 6 octobre 1904), auteur de bande dessinée britannique

## Événements
- Admission au sein de l'ONU de Brunei
- Découverte des astéroïdes :
  - (10485) 1984 SY5
  - (11832) Pustylnik
  - (13919) 1984 SO4
  - (14822) 1984 SR5
  - (14823) 1984 ST5
  - (15223) 1984 SN4
  - (16401) 1984 SV5
  - (23438) 1984 SZ5
  - (3984) Chacos
  - (5368) Vitagliano
  - (8473) 1984 SS5
- Sortie de la chanson Dreaming Girl: Koi, Hajimemashite de Yukiko Okada
- Sortie du film américain Splash